# Bellevalia paradoxa
Bellevalia paradoxa là một loài thực vật có hoa trong họ Măng tây. Loài này được (Fisch. & C.A.Mey.) Boiss. mô tả khoa học đầu tiên năm 1884.